# José Herrera (futbolista)
José Herrera (Ciénaga, Magdalena, 10 de septiembre de 1976) es un exfutbolista colombiano. Jugaba de delantero. Actualmente forma niños en su Escuela de Fútbol.

## Trayectoria
"El Mono" Herrera se inició en el club de su tierra, el Unión Magdalena, en 1998. Tras permanecer dos temporadas en su país probó suerte en el fútbol argentino el año 2000, al ser contratado por el Argentinos Juniors donde sólo pudo alternar en el equipo de reserva.
De regreso a Colombia, transita por clubs como el Junior de Barranquilla y América de Cali antes de regresar al Unión Magdalena donde permanece entre los años 2002 y 2004. La siguiente temporada viaja a Perú donde se incorpora al FBC Melgar, permaneciendo en este país hasta el 2007 jugando en el Sport Boys.
Con el Atlético Bucaramanga se mantiene en actividad el 2008, tras lo cual es contratado por el Macará de Ecuador el segundo semestre de ese año, permaneciendo en este club hasta junio del 2009 cuando se le rescinde el contrato. En el segundo semestre viajó a Perú para jugar con el Colegio Nacional de Iquitos, club en el que permanece hasta fin de año. 
En el 2010 regresa a Colombia, esta vez para jugar en la Primera B con el Atlético Bucaramanga, donde estuvo dos temporadas. En el 2012 ficha para el Deportivo Pereira.

## Clubes
| Club                 | País      | Año         |
| -------------------- | --------- | ----------- |
| Unión Magdalena      | Colombia  | 1998-1999   |
| Argentinos Juniors   | Argentina | 2000        |
| Junior               | Colombia  | 2000        |
| América de Cali      | Colombia  | 2001        |
| Unión Magdalena      | Colombia  | 2002-2004   |
| FBC Melgar           | Perú      | 2005        |
| Sport Boys           | Perú      | 2006-2007   |
| Atlético Bucaramanga | Colombia  | 2008        |
| Macará               | Ecuador   | 2008-2009   |
| CNI                  | Perú      | 2009        |
| Atlético Bucaramanga | Colombia  | 2010 - 2011 |
| Deportivo Pereira    | Colombia  | 2012        |

## Palmarés

### Torneos nacionales
| Título           | Club            | País     | Año  |
| ---------------- | --------------- | -------- | ---- |
| Primera División | América de Cali | Colombia | 2001 |

### Distinciones individuales
| Distinción                                                                | Año  |
| ------------------------------------------------------------------------- | ---- |
| Máximo goleador del Torneo Clausura (6 goles) - Primera División del Perú | 2005 |